# 22 (число)
22 (два́дцять два) — натуральне число між 21 і 23

## Математика
- 222 = 4194304

## Наука
- Атомний номер титану

## Дати
- 22 рік; 22 рік до н. е.
- 1822 рік
- 1922 рік
- 2022 рік